# Ricardo Bressani
Ricardo Bressani Castignoli (* 28. September 1926 in Guatemala-Stadt; † 30. Januar 2015) war ein guatemaltekischer Ernährungswissenschaftler. 
Bressani studierte an der University of Dayton mit dem Bachelor-Abschluss 1949 und der Iowa State University mit dem Master-Abschluss 1951. Im selben Jahr kehrte er nach Guatemala zurück, wo er am Institute of Nutrition in Central America and Panama (INCAP, Instituto de Nutrición de Centro America y Panama) war. 1956 wurde er in Biochemie an der Purdue University promoviert. Bis 1993 leitete er die Abteilung Ernährung und Landwirtschaft am INCAP. Danach war er an der Universidad del Valle de Guatemala als Leiter der Abteilung Ernährung und Landwirtschaft.
1967 war er Gastprofessor am Massachusetts Institute of Technology.
Er war Mitglied der National Academy of Sciences (1978), der Akademie der Wissenschaften von Guatemala und der Third World Academy of Sciences (1983).
Er veröffentlichte über 500 wissenschaftliche Arbeiten (2008) und war Herausgeber der Archivos Latino Americanos de Nutricion.
1984 erhielt er den ersten Albert Einstein World Award of Science. Er erhielt den McCollum Award der American Society for Clinical Nutrition, das Großkreuz des Ordens del Quetzal von Guatemala und den Premio Científico México. 2001 erhielt er den Ibero American Prize in Science and Food Technology von Mexiko und 2003 den International Prize of Nutrition von Danone.